# روث بيرمان
روث بيرمان (بالإنجليزية: Ruth Berman)‏ (15 نوفمبر 1942)؛ كاتِبة، شاعرة وروائية أمريكية.